# Ordre infirmier
L'Ordre des infirmiers est un ordre professionnel . Sa définition précise et ses missions varient suivant chaque pays. Dans les principes fondateurs, l'Ordre infirmier représente l'ensemble de la profession, il est chargé de  maintenir l'éthique et la déontologie de la profession d'infirmier, l'Ordre s'assure de la compétence de ses membres.
Il se charge également de représenter les professionnels sur le plan administratif et juridique.
Il y a 27 ordres infirmiers dans le monde, le plus ancien, celui du Canada, date de 1945. Dans certains pays, ce sont des groupements ou associations qui ont la charge de ses missions.

## Liste d'ordres infirmiers
- Conseil international des infirmières
- Fédération européenne des associations infirmières
- Conseil européen des ordres infirmiers
- Union professionnelle reconnue des infirmières de la province de Liège
- Union générale des infirmières belges
- Fédération nationale des infirmières de Belgique
- Association des infirmières et infirmiers du Canada
- Ordre des infirmières et infirmiers du Québec
- Ordre national des infirmiers en France
- Ordre national des Infirmiers/ères du Burkina Faso créé par Loi N°017-2012/AN du 28 mai 2012

Ordre espagnol
Ordre portugais
Académie nursing anglais